# イオン焼津店
イオン焼津店（イオンやいづてん）は、静岡県焼津市にある総合スーパー(GMS)。

## テナント

### フロア概要
イオン焼津店と35の専門店で構成される。
| 階   | フロア概要                       |
| ---- | -------------------------------- |
| 屋上 | 屋上駐車場                       |
| 3階  | 立体駐車場                       |
| 2階  | ファッションとファミリーのフロア |
| 1階  | 食品と健康・毎日の暮らしのフロア |

### 主なテナント

#### 1階
- イオンバイク[2]
- マクドナルド[2]
- ミスタードーナツ[2]
- 和ダイニング四六時中[2]
- サーティワンアイスクリーム[2]
- リンガーハット[2]
- スワンキーマーケット[2]
- 築地銀だこ[2]

#### 2階
- 未来屋書店[2]
- WATTS[2]
- ハニーズ[2]
- モーリーファンタジー[2]
- スタジオアリス[2]